# Beate Fieseler
Beate Fieseler (* 1955 in Bochum) ist eine deutsche Osteuropahistorikerin und Hochschullehrerin.

## Leben
Fieseler wurde 1993 an der Ruhr-Universität Bochum zum Dr. phil. mit der Dissertation
Frauen auf dem Weg in die russische Sozialdemokratie 1890 - 1917. Eine kollektive Biographie promoviert und habilitierte sich auch dort. Nach Lehraufträgen an der Universität Basel und einer Vertretungsprofessur im Fach Osteuropäische Geschichte in Bochum ist sie seit 2007 Inhaberin des Lehrstuhls für Geschichte und Kulturen Osteuropas an der Heinrich-Heine-Universität Düsseldorf.
Zu ihren Forschungsschwerpunkten gehören die Frauen- und Geschlechtergeschichte Russlands bzw. der Sowjetunion und die Sozial- und Kulturgeschichte Osteuropas. Sie ist Mitglied der Gemeinsamen Kommission für die Erforschung der jüngeren Geschichte der deutsch-russischen Beziehungen und Mitglied im Wissenschaftlichen Beirat des Deutsch-Russischen Museums Berlin-Karlshorst.

## Schriften (Auswahl)
- mit Birgit Schulze (Hg.): Frauengeschichte: gesucht – gefunden? Auskünfte zum Stand der historischen Frauenforschung. Köln 1991, ISBN 3-8053-4756-1.
- Frauen auf dem Weg in die russische Sozialdemokratie, 1890–1917. Eine kollektive Biographie (= 	Quellen und Studien zur Geschichte des östlichen Europa Band 41). Stuttgart 1995, ISBN 3-515-06538-5 (zugleich Dissertation Ruhr-Universität Bochum 1993).
- mit Jörg Ganzenmüller (Hg.): Kriegsbilder. Mediale Repräsentationen des „Großen Vaterländischen Krieges“. Essen 2010, ISBN 978-3-8375-0094-3.
- mit Roger D. Markwick (Hg.): Sovetskij tyl 1941–1945. Povsednevnaja žizn' v gody vojny. Moskva 2019, ISBN 978-5-8243-2307-8.